# Liparochrus multistriatus
Liparochrus multistriatus är en skalbaggsart som beskrevs av Edgar von Harold 1874. Liparochrus multistriatus ingår i släktet Liparochrus och familjen Hybosoridae. Inga underarter finns listade i Catalogue of Life.